# آرچ!
«آرچ!» (انگلیسی: Aaargh!) یک بازی ویدئویی در سبک سکوبازی است که توسط Arcadia Systems و در سال ۱۹۸۷ و در پلت‌فرم‌های اسپکتروم، داس، ام‌اس‌ایکس، Apple IIGS، و آمستراد سی‌پی‌سی منتشر شده‌است.